# Amandine Bouillot
Amandine Bouillot (14 de marzo de 1984) es una deportista francesa que compitió en tiro con arco, en la modalidad de arco compuesto.
Ganó una medalla de bronce en el Campeonato Mundial de Tiro con Arco al Aire Libre de 2007, tres medallas de bronce en el Campeonato Europeo de Tiro con Arco al Aire Libre, en los años 2006 y 2008, y una medalla de bronce en el Campeonato Europeo de Tiro con Arco en Sala de 2006.

## Palmarés internacional
| Campeonato Mundial al Aire Libre | Campeonato Mundial al Aire Libre | Campeonato Mundial al Aire Libre | Campeonato Mundial al Aire Libre |
| Año                              | Lugar                            | Medalla                          | Prueba                           |
| -------------------------------- | -------------------------------- | -------------------------------- | -------------------------------- |
| 2007                             | Leipzig (Alemania)               | Medalla de bronce                | Individual                       |
| Campeonato Europeo al Aire Libre |                                  |                                  |                                  |
| Año                              | Lugar                            | Medalla                          | Prueba                           |
| 2006                             | Atenas (Grecia)                  | Medalla de bronce                | Individual                       |
| 2006                             | Atenas (Grecia)                  | Medalla de bronce                | Equipo                           |
| 2008                             | Vittel (Francia)                 | Medalla de bronce                | Individual                       |
| Campeonato Europeo en Sala       |                                  |                                  |                                  |
| Año                              | Lugar                            | Medalla                          | Prueba                           |
| 2006                             | Jaén (España)                    | Medalla de bronce                | Individual                       |